# لی بیونگ وو
لی بیونگ وو (کره‌ای: 이병우؛ زادهٔ ۲۲ ژانویه ۱۹۶۵) گیتارنواز و آهنگساز موسیقی فیلم اهل کره جنوبی است. او برای بیش از بیست فیلم آهنگسازی انجام داده‌است از جمله برای قسمت «خاطرات» در فیلم سه (۲۰۰۲)، داستان دو خواهر (۲۰۰۳)، میزبان (۲۰۰۶) و مادر (۲۰۰۹).

## فیلم‌شناسی
- گزیدهٔ آثار
- سه (قسمت: «خاطرات») (۲۰۰۲)
- داستان دو خواهر (۲۰۰۳)[۱]
- کفش‌های قرمز (۲۰۰۵)
- پادشاه و دلقک (۲۰۰۵)
- میزبان (۲۰۰۶)[۲]
- هانسل و گرتل (۲۰۰۷)
- توکیو! (۲۰۰۸)
- مادر (۲۰۰۹)
- هارمونی (۲۰۱۰)
- چهره‌خوان (۲۰۱۳)
- قصیده‌ای برای پدرم (۲۰۱۴)